# 学习空间

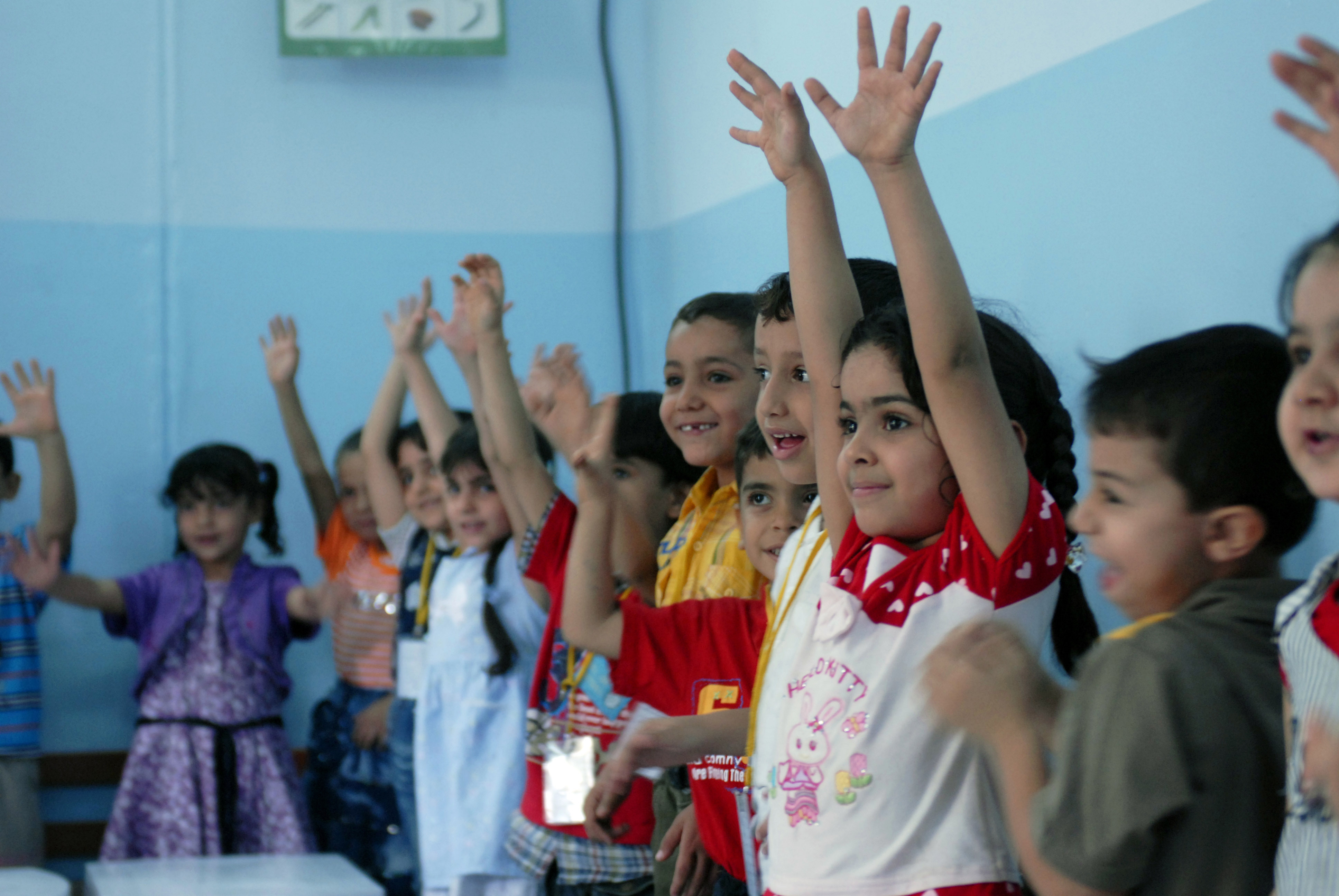
一处儿童的学习空间

学习空间（Learning space）是进行教学和学习的学习环境周围硬件设置的总称。学习空间这一名词比课堂/班级的称呼更加准确、具体，它既可以指室内的空间，也可以指室外的空间。学习空间的多元性很强，教学方法、位置，以及所属的教育机构类型等等都随具体的学习空间不同而不同。在学习空间中进行的学习活动形式也是多样的，比如被动学习、主动学习等等 。